# Veruschka - (m)ein inszenierter Körper
Veruschka - (m)ein inszenierter Körper è un film documentario del 2005 diretto da Paul Morrissey e Bernd Boehm.

## Trama
Figlia del Conte Heinrich von Lehndorff-Steinort e della Contessa Gottliebe von Kalnein, in seguito all'impiccagione del padre, colpevole di aver partecipato ad un complotto contro Adolf Hitler, Vera von Lehndorff-Steinort viene internata in un campo di lavoro a Bad Sachsa. Dopo aver svolto gli studi d'arte ad Amburgo e a Firenze, entra nel mondo della moda facendosi notare per il modo disinvolto e trasgressivo con cui utilizza il proprio corpo come un potente strumento di espressione artistica, dedicandosi al body painting, al travestimento integrale, alla trash couture. Nel 1966 partecipa al film Blow-Up di Michelangelo Antonioni, che contribuisce ad accrescere la sua fama.

## Distribuzione
Il film è stato presentato fuori concorso alla 62ª Mostra internazionale d'arte cinematografica di Venezia.